# Libor Janáček
Libor Janáček (* 23. Juli 1969) ist ein ehemaliger tschechischer Fußballspieler.

## Karriere
Janáček spielte in jungen Jahren für Tatran Bílý Kostel, Slovan Hrádek nad Nisou und den tschechischen Erstligisten Slovan Liberec, wo der 1,82 m große Abwehrspieler von 1990 bis 1999 unter Vertrag stand. Von 2000 bis 2004 spielte er für Bohemians 1905 Prag, mit denen er 2003 in die zweite Liga absteigen musste. Die Saison 2004/05 verbrachte er beim deutschen Oberligisten FC Oberlausitz Neugersdorf. Danach kehrte er in seine tschechische Heimat zu den Bohemians 1905 zurück.